# Общеукраинская культурная рада
Общеукраинская культурная рада (ЗУКР) (укр. Загальна Українська Рада) — украинская общественная организация, созданная в начале 1915 года в Вене по инициативе украинских учителей при Общей Украинской Раде для упорядочения культурной жизни украинцев, в частности беженцев с западноукраинских земель во время первой мировой войны.
В состав ЗУКР вошли представители всех украинских культурных, научных и политических объединений, бывшие украинские депутаты (послы) Галицкого сейма и австрийского парламента и др.
Председателем ЗУКР был избран Ю. С. Романчук, хотя фактическим руководителем стал А. М. Колесса.
По направлениям деятельности ЗУКР подразделялась на три секции:
- народное (начальное) образование
- среднее образование
- популярное изложение литературы, науки и искусства.

Пять делегатов каждой секции составляли Главную управу ЗУКР, которую возглавлял Ю. Романчук.
Руководствуясь программными положениями деятельности секции, с целью организации сети украинских учебных заведений составляли списки территорий в Австро-Венгрии, где компактно проживали беженцы с Западной Украины, по которым впоследствии для них в этих местах были открыты народные школы и специализированные промышленно-ремесленные хозяйственные курсы.
ЗУКР также рассматривал проблемы функционирования и финансирования деятельности украинских культурно-просветительских обществ в Австрии.